# 1580
1580. је била проста година.

## Догађаји

### Јун
- 11. јун — Хуан де Гарај је основао Буенос Ајрес.

### Септембар
- 29. септембар — Битка код Грабровника